# غلامحسین فیض اللهی
غلامحسین فیض اللهی (زاده ۱۳۰۷ در چادگان؛ درگذشته ۱۳۷۶ در اصفهان) از برجسته‌ترین میناسازان ایرانی است. وی نزدیک به شصت سال در این رشته فعالیت داشت و آثار نفیسی از خود باقی گذارد که برخی از آنان در موزه‌های مختلف نگهداری می‌شوند.

## زندگی
غلامحسین فیض اللهی در بهار سال ۱۳۰۷ در چادگان به دنیا آمد. پدرش جعفرقلی نام داشت که به جهت علاقه به حسین بن علی وی را غلامحسین نامید. در کودکی و زمانی که هفت سال بیشتر نداشت پدرش را از دست داد و سرپرستی مادر و دو خواهرش را بر عهده گرفت. از همان زمان علاقه به هنر و ترسیم نقش و نگار در وی وجود داشت از این‌رو با پول اندکی که بدست می‌آورد وسیله نقاشی تهیه می‌کرد.
به جهت علاقه‌ای که به هنر به ویژه میناکاری داشت در سن ۱۸ سالگی به اصفهان رفت تا در این زمینه هنرآموزی کند. وی نزد شکرالله صنیع زاده که از برجسته‌ترین میناساز آن زمان بود آموزش میناسازی دید و بیش از بیست سال در کارگاه وی فعالیت کرد. رابطه بین او و استادش رابطه‌ای صمیمی و همچون یک مرید بود که نقش شگرفی در پرورش وی داشت. سپس کارگاه شخصی‌اش را ایجاد کرد و سال‌ها به آفرینش آثار هنری مشغول بود.
در زمانی که وی به میناسازی روی آورد این هنر در محدوده تزیین نگین انگشتری و دستبند گستره داشته که با تلاش و زحمت بسیاری که میناسازان آن زمان متحمل شدند پهنه این هنر سنتی را به حالت فعلی افزایش دادند. وی  کارگاه ((مینای هنر))را در بازار هنر اصفهان، که در کنار مدرسه چهار باغ قرار داشت به همراه حسین هنردوست و مهدی غفاریان تأسیس کرد. فیض اللهی علاوه بر میناسازی در هنرهای نقاشی، تذهیب و مینیاتور نیز مهارت بالایی داشت. از این رو در تعاونی صنایع دستی اصفهان و شرکت تعاونی کشورهای اسلامی در پاکستان نیز عضویت داشت.
غلامحسین فیض اللهی در نیمه شب هشتم آذر ماه ۱۳۷۶ درگذشت و در گلشن نام آوران باغ رضوان اصفهان به خاک سپرده شد.
غلامحسين فيض اللهي ٩ فرزند دارد كه ٥ فرزند او در رشته‌های هنری فعالیت دارند .دخترانش «زهره»و «مريم»و «ليلا» نگارگر و تذهیب کار هستند و هنر میناسازی و آبگینه را نیز نزد پدرشان فرا گرفته‌اند. همچنین دو پسرش به نام‌های «غلامعلی» و «غلامرضا» از میناسازان اصفهانی می‌باشند که پسر بزرگ وی غلامعلی مدتی نیز به عنوان رئیس اتحادیه صنایع دستی اصفهان فعالیت داشته‌است.

## آثار
وی آثار زیبایی از خود در زمینه میناکاری بر جای گذاشته که برخی از آن‌ها در موزه‌های داخلی نگهداری می‌شوند. همچین در شهرهای نجف، کربلا و دمشق و برای حرم‌های شیعیان آثاری ساخته است. برخی از مهم‌ترین آثار وی چنین می‌باشند:
- درهایی برای حرم حسین (با همراهی شکرالله صنیع زاده).
- ضریح آرامگاه رضا (با همراهی شکرالله صنیع زاده).
- ضریح حرم کاظمین، قم و شاهچراغ.
- میناکاری حاشیه گنبد حرم عباس به طول ۵۲ متر.
- کتیبه‌های دور ضریح زینب در سوریه.
- نگهداری آثاری از وی در موزه هنرهای معاصر اصفهان

## افتخارها
وی در طول بیش از پنجاه سال فعالیت هنری خود تقدیرنامه‌ها و نشان‌های متعددی دریافت کرد که برخی از آن‌ها چنین می‌باشند:
- لوح تقدیر در نمایشگاه قرآن و عترت استان اصفهان
- لوح تقدیر (علی به آیینه هنر اسلامی) از شهرداری اصفهان
- لوح تقدیر چهاردهمین نمایشگاه اجلاس صنایع دستی کشورهای آسیایی